# Leiostyla fuscidula
Leiostyla fuscidula é uma espécie de gastrópode  da família Pupillidae.
É endémica de Portugal.